# 対数螺旋
対数螺旋（たいすうらせん、英: logarithmic spiral）とは、自然界によく見られる螺旋の一種である。等角螺旋（とうかくらせん、英: equiangular spiral）、ベルヌーイの螺旋ともいい、「螺旋」の部分は螺線、渦巻線（うずまきせん）、匝線（そうせん）などとも書く。ヤコブ・ベルヌーイ（ジャック・ベルヌーイ）は、17世紀のスイスの数学者。

## 定義
極座標表示 (r, θ) で
{\displaystyle r=ae^{b\theta }\,}
と表される平面曲線を対数螺旋という。ここにe はネイピア数、a, b は固定された実数である。r が原点からの距離を表すため、a は正でなければならないが、b は正、負のどちらでも構わない。正の場合は中心から離れる際に左曲がりである螺旋になり、負の場合は右曲がりの螺旋になる。裏返すことによって左曲がりを右曲がりにできるため、b > 0 に限った定義をすることもある。定義式において形式的に b = 0 とすると、半径 a の円となる。
定義式は
{\displaystyle \theta ={\frac {1}{b}}\log {\frac {r}{a}}}
とも書ける。歴史的には指数関数よりも対数の方が先に認知されていたので、「対数螺旋」と呼ばれるようになった。b が正の場合、r が 0 に近付くと θ はいくらでも小さくなる。同様に、b が負の場合はr が 0 に近付くと θ はいくらでも大きくなる。したがって、いずれの場合も原点付近では無限回渦巻いている。
直交座標における媒介変数表示として、
{\displaystyle x(\theta )=r\cos \theta =ae^{b\theta }\cos \theta \,}
{\displaystyle y(\theta )=r\sin \theta =ae^{b\theta }\sin \theta \,}
とも表せる。
後述する理由により、対数螺旋とは（ひとつの定数 B のみを用いて）
{\displaystyle r=B^{\theta }\,}
で定まる曲線である、と定義されることもある。ただし、B は 1 ではない正の数。

## 性質
本節では、対数螺旋の式は
{\displaystyle \mathbf {r} (\theta )=(ae^{b\theta }\cos \theta ,\,ae^{b\theta }\sin \theta )}
で与えられているとする。

対数螺旋の回転は、拡大・縮小と同等の変形である。

対数螺旋は自己相似である。すなわち、任意の倍率で拡大または縮小したものは、適当な回転によって元の螺旋と一致する。例えば、e2πb 倍に拡大したものは、回転することなしに元の螺旋と一致する。対数螺旋は、拡大・縮小以外にも様々な変換に対する不変性を持つ。例えば、伸開線および縮閉線は自分自身に一致する。
中心から伸ばした半直線と螺旋は無限回交わるが、隣り合う交点について、原点との距離の比は一定で e2πb である。対して、距離の差が一定であるような螺旋がアルキメデスの螺旋である。
中心から伸ばした半直線と対数螺旋が成す角は一定である。等角螺旋の名はこの性質に由来する。実際、その角 α は
{\displaystyle \alpha =\arccos {\frac {\langle \mathbf {r} (\theta ),\mathbf {r} '(\theta )\rangle }{\|\mathbf {r} (\theta )\|\|\mathbf {r} '(\theta )\|}}=\arccos {\frac {b}{\sqrt {b^{2}+1}}}=\operatorname {arccot} b}
と計算される。b が正のとき、α は0度から90度の間の角であり、α の余角 90°− α を対数螺旋のピッチ (pitch) という。b が負のときは、α は90度から180度の間の角であり、α − 90° がピッチである。ピッチが大きいほど、螺旋に沿って中心から遠ざかる際に、中心からの直線距離がより速く大きくなる。すなわち、開いた形状になる。ピッチが0度に近付いた極限は円で、ピッチが90度に近付いた極限は中心から伸びた半直線と見ることもできる。
対数螺旋の形状は巻きの向きとピッチのみ、すなわち b のみによって決まるので、回転による違いを考慮しないならば、対数螺旋とは r = ebθ によって定まる曲線である、と定義してもよい。B = eb とおけば、さらに簡潔な式 r = Bθ で定義できる。
螺旋上の一点から螺旋に沿って中心に向かうと、前述のように無限回渦巻き、中心に辿り着くことはできないが、その道のりは有限である。実際、例えば b が正のとき、中心からの直線距離が r である点 (r cos θ, r sin θ) （ただし、r = aebθ）から中心までの道のりは
{\displaystyle \int _{-\infty }^{\theta }\|\mathbf {r} '(\theta )\|d\theta ={\frac {a{\sqrt {b^{2}+1}}}{|b|}}e^{b\theta }=r|\sec \alpha |}
と計算される（結論は b が負のときも成り立つ）。
曲率関数は
{\displaystyle \chi (\theta )={\frac {1}{ae^{b\theta }{\sqrt {b^{2}+1}}}}={\frac {\sin \alpha }{r}}}
である。螺旋の見た目からも明らかなように、中心に近付くほど限りなく大きくなり、中心から遠ざかるほど限りなく 0 に近付く。b が正である場合は曲率関数は単調減少であり、b が負である場合は単調増加である。この性質は進行方向に依らない。
指数関数は、複素数平面において、実軸にも虚軸にも平行でない直線を対数螺旋に写す。しかも、任意の対数螺旋はそのようにして得られる。実際、指数関数によって
{\displaystyle x+iy\mapsto e^{x}\sin y+ie^{x}\cos y}
と対応するから、直線 x = cy + d (c ≠ 0) 上の点 (x, y) は
{\displaystyle (e^{d}e^{cy}\cos y,e^{d}e^{cy}\cos y)\,}
に写る。
同じく複素数平面において、実部と虚部がともに 0 でない定数 k に対する関数 xk は、実軸を対数螺旋に写す。
また、複素数平面において、絶対値が１以外で、非負の実数以外の任意の複素数の実数乗（の主値）の集合は、対数螺旋を成す。

## 自然界における対数螺旋
対数螺旋は、自然界のさまざまなところで観察される。例えば、隼が獲物に近付くとき、対数螺旋を描いて飛行する。その理由は、獲物を一定の角度で視認するためと考えられる。同様に、蜂が花に向かって飛ぶ軌跡も対数螺旋に近い。

相似な多角形を連ねていくと、対数螺旋に近い形を描く。

軟体動物の殻、牛や羊の角、象の牙など、硬化する部位で、本体の成長に伴って次第に大きい部分を追加することで成長するような生物の器官において、対数螺旋が観察される。その理由は、図のように相似で少しずつ大きくなる多角形が次々に形成されていくと、螺旋に近い形が描かれるからであると説明される。成長が連続的となるように各断片を小さくしていくと、その極限図形の境界線はちょうど対数螺旋を描く。ピッチは生物によって異なり、サザエでは約10度、アワビでは約30度、ハマグリでは約50度である。ピッチが小さい場合は自分自身を巻くことができるので巻貝に見られ、ピッチが大きいものは大きく口を開けた形の二枚貝やアワビ・カサガイのようなものに見られる。 
渦巻銀河の渦上腕は、ピッチがおよそ10度から40度の対数螺旋の形状に近い。太陽系を含む銀河である銀河系は、主要な渦状腕を4本持つとされ、そのピッチは比較的小さく、12度ほどと考えられている。
なお、同じ渦巻きでもクモの網に見られる横糸の渦巻きはアルキメデスの螺旋である。巻き貝、あるいはそれ的なものでも、オオヘビガイのようにあまり太さを増さないままに巻数が多いものはこれに近くなる。

## 人工物における対数螺旋

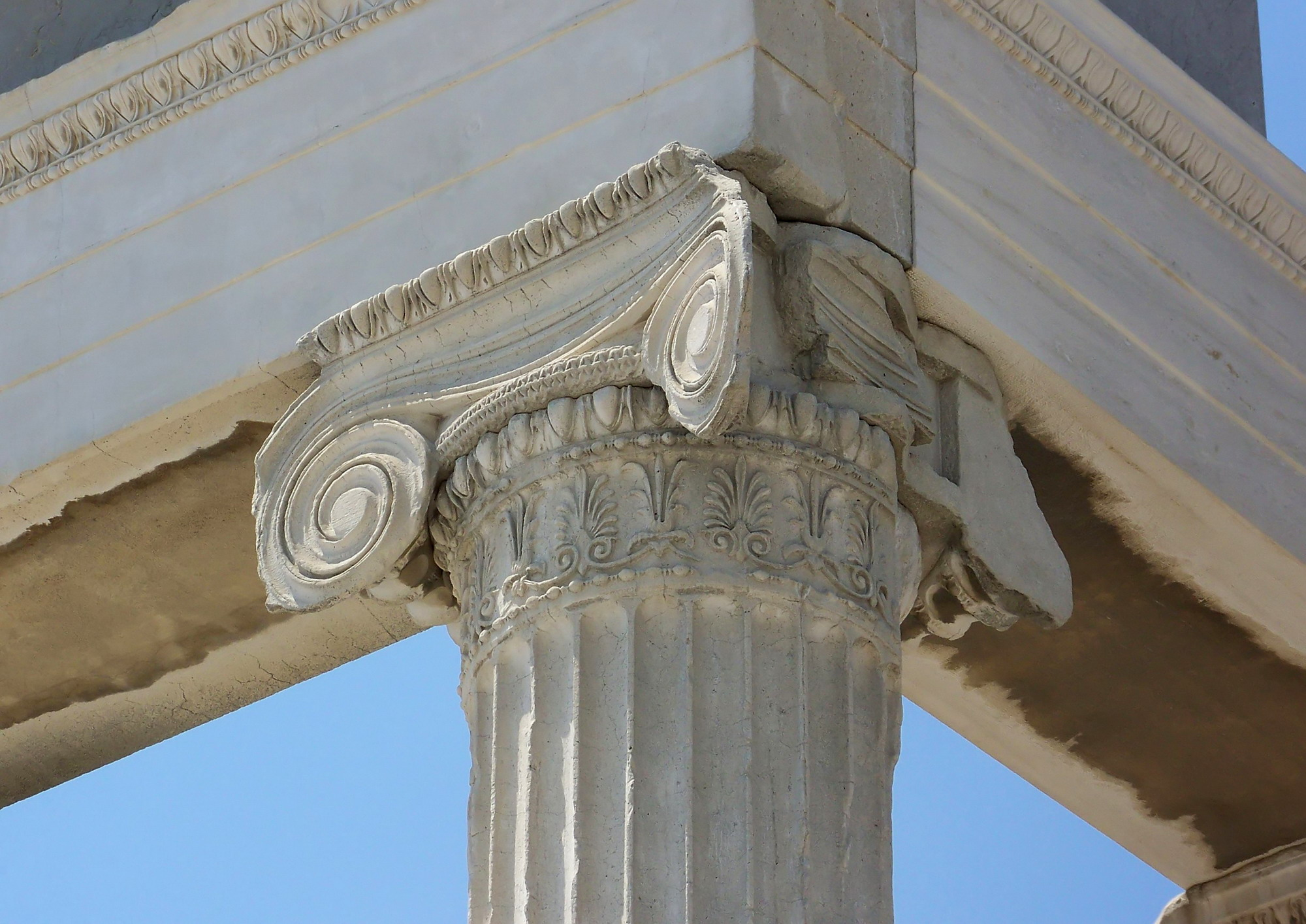
紀元前5世紀に完成したイオニア式建築の神殿エレクテイオンの柱頭

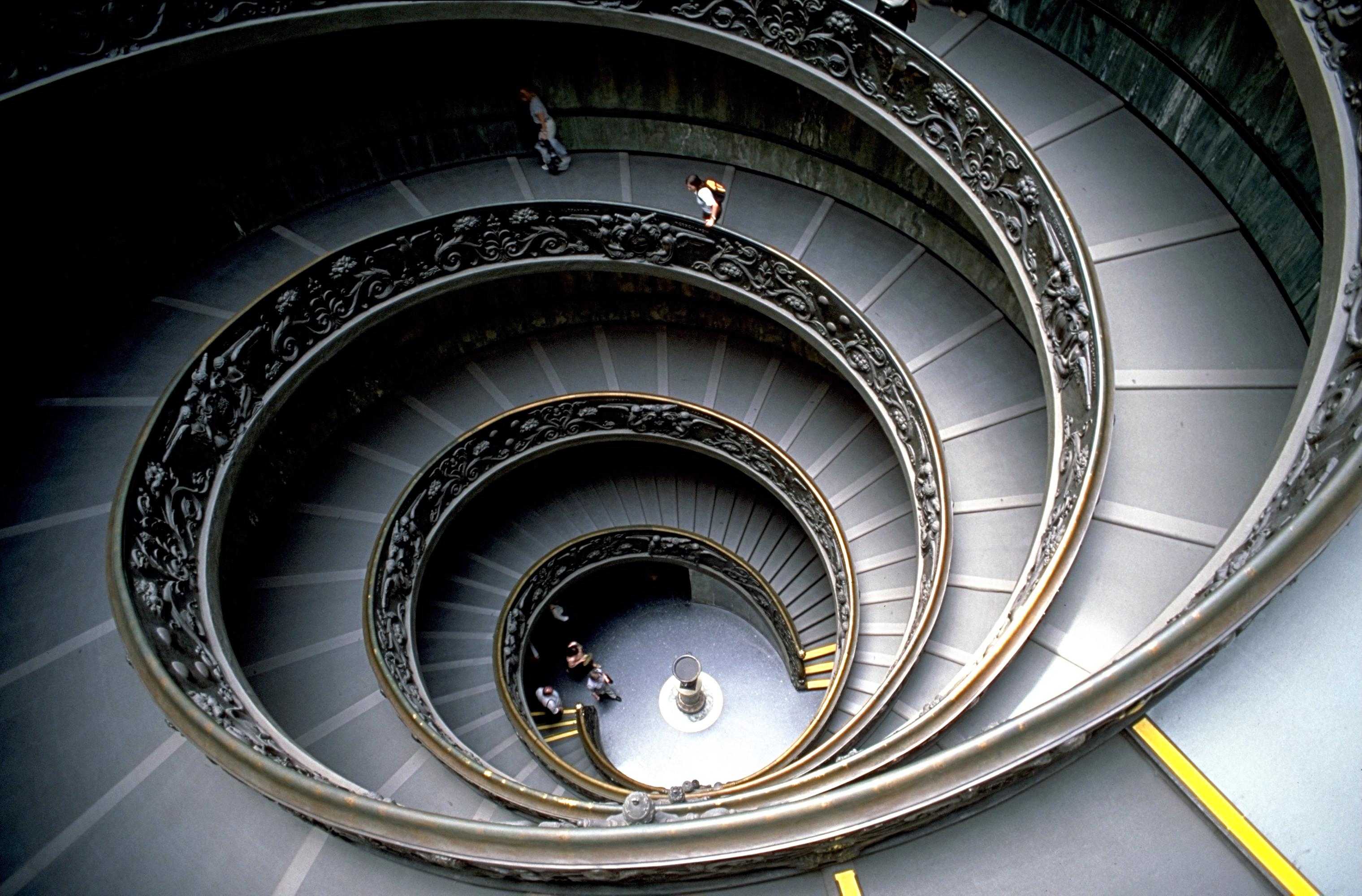
バチカン美術館の二重螺旋階段

アルキメデスの螺旋ほどではないが、デカルトやベルヌーイが数学的に解析するよりも前から、自然界に現れる対数螺旋は人々に認識されており、美術作品や建造物に用いられたといわれる。例えば、古代ギリシアの建築様式のひとつ、イオニア式の柱頭の特徴は、組になった渦巻の飾りであり、対数螺旋に近いものもある。また、ジュゼッペ・モーモの設計したバチカン美術館の二重螺旋階段は、真上から見ると対数螺旋である。
自由渦が対数螺旋を描くこと、非粘性流体の軌跡は対数螺旋を描くため、水力発電におけるフランシス水車などの水車原動機や渦巻きポンプのディフューザーおよびケーシングの設計には古くから対数螺旋曲線が用いられている。比較的低圧のシロッコファンの羽根およびケーシングも対数螺旋であるがコストアップになるため超小型ファンではケーシングを代数螺旋や円筒で代用したものも少なくなかった。しかしながら家庭用ゲーム機の熱容量向上に伴いあえてコスト高となる対数螺旋ケーシングの採用に踏み切る例が出てきた。
中心から伸ばした半直線と対数螺旋が成す角は一定であることを「はさみ」に応用した製品も上市された。文房具メーカーのPLUSから刃の開き角度を常に30°を保つよう片方の刃を対数螺旋曲線刃にしたはさみが発売されたことがある。

## 黄金螺旋

黄金長方形と黄金螺旋

黄金螺旋(golden spiral) とは、黄金比 φ に関連した対数螺旋の一種であり、
{\displaystyle |b|={\frac {\log \varphi }{\pi /2}}\approx 0.30634896253}
なる定数 b に対して r = ebθ で与えられるものである。さらに、B = eb とおいて、r = Bθ でも定義される。正の b に対しては
{\displaystyle B=\varphi ^{2/\pi }\approx 1.358456274}
であり、負の b に対しては
{\displaystyle B=\varphi ^{-2/\pi }\approx 0.736129693}
である。黄金螺旋のピッチは約17.03239度である。
オウムガイの殻の模様は黄金螺旋を描いている、という説は有名である。しかし、その合理的な理由は知られておらず、実際にはオウムガイの殻のピッチは8度から10度であって17度とはかけ離れているなどの、黄金螺旋ではないとの指摘もある。

## 歴史

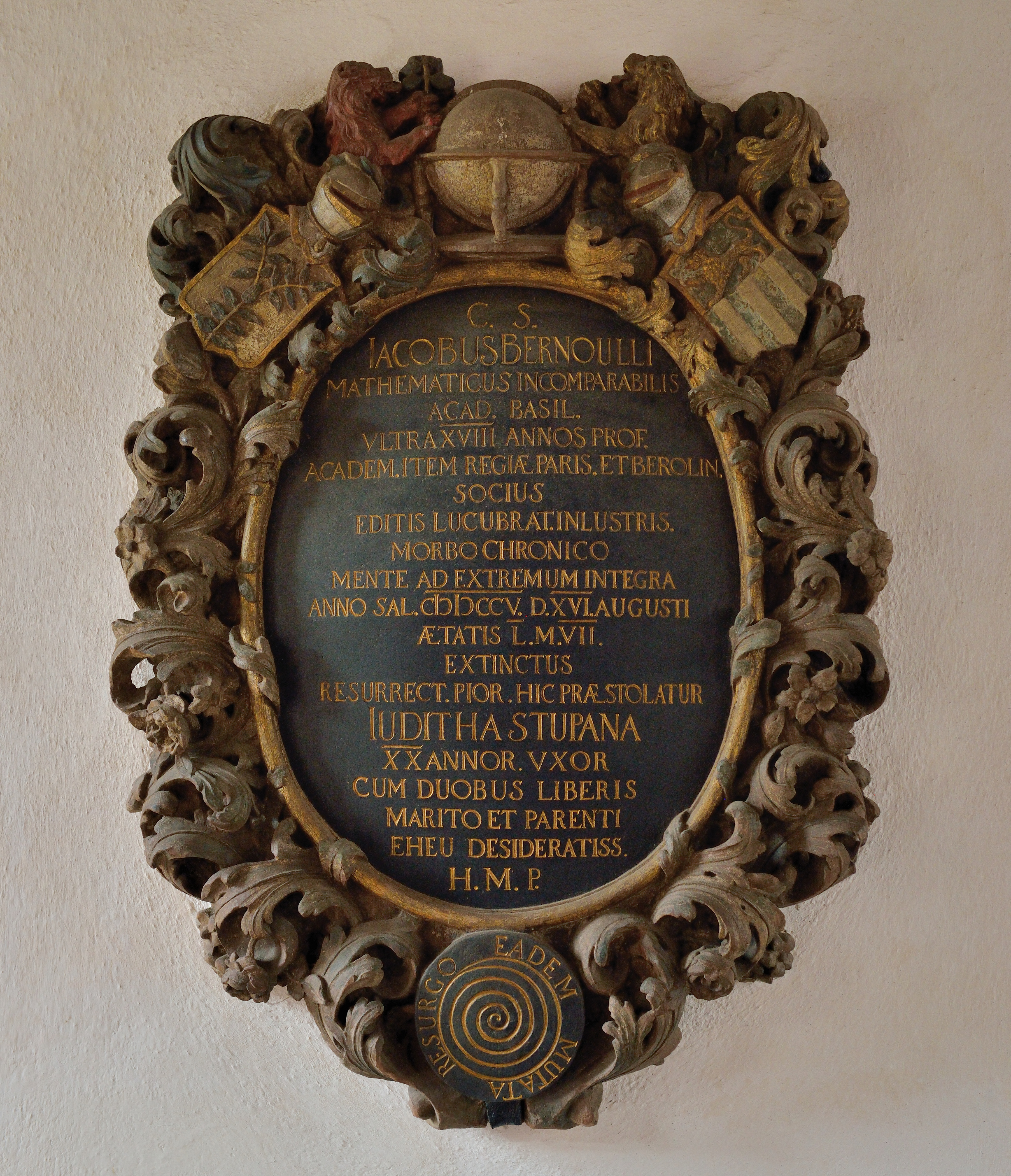
対数螺旋を研究したヤコブ・ベルヌーイの墓石。下部に Eadem mutata resurgo の語句とともに、誤ってアルキメデスの螺旋が彫られている。

アルブレヒト・デューラーは、1525年の著書『測定法教則』(Underweysung der Messung mit dem Zirckel und Richtscheyt) において、アルキメデスの螺旋やその変形の作図法について論じた後、次のように述べている。
中心に向かいながら同時に上下にも旋回する、内にも外にも無限に進む線が考えられる。この線は無限の大小の故に人の手では引かれない。その始まりと終わりがなく、見い出されず、ただ頭の中で理解されるだけである。—下村耕史訳『「測定法教則」注解』 p. 36
まだ曲線を式で表す方法が知られていなかった時代であり、曖昧な表現ではあるが、これは対数螺旋について述べているものと解釈されている。
対数螺旋を初めて数学的に考察したのは、解析幾何学の祖、ルネ・デカルトである。螺旋の進行方向が中心に対して常に一定の角であることに注目し、この螺旋を等角螺旋と呼んだ。エヴァンジェリスタ・トリチェリは、対数螺旋上の一点から中心までの道のりが有限であることを示した。
ヤコブ・ベルヌーイは、対数螺旋の伸開線および縮閉線は自分自身に一致することを示した。彼は、この螺旋の「拡大しても変わらない」などの性質に魅了され、ラテン語で Spira mirabilis （驚異の螺旋）と呼んだ。ベルヌーイの望みは Eadem mutata resurgo （変化しても同じように生まれ変わる）の語句とともに、墓石にこの螺旋を彫ってもらうことであったが、誤ってアルキメデスの螺旋が彫られてしまっている。